# کریستین کمبل
کریستین کمبل (انگلیسی: Christian Campbell؛ زادهٔ ۱۲ مهٔ ۱۹۷۲) بازیگر اهل کانادا است. وی از سال ۱۹۸۴ میلادی تاکنون مشغول فعالیت بوده‌است.
از فیلم‌ها یا برنامه‌های تلویزیونی که وی در آن نقش داشته است، می‌توان به ترفند، کازینو جک، در میان کلاغ‌ها و کارآگاه حقیقی اشاره کرد.